# Kickle Cubicle
Kickle Cubicle (迷宮島?, Meikyūjima) è un videogioco arcade del 1988 sviluppato da Irem. Nel 1990 il gioco ha ricevuto una conversione per Nintendo Entertainment System.

## Modalità di gioco
Il gameplay di Kickle Cubicle mescola elementi dei videogiochi rompicapo Pengo e Adventures of Lolo. Il gioco si differenzia dai titoli dello stesso genere per la presenza di alcuni boss. La versione coin-up e quella domestica si differenziano per numero di livelli e dimensioni della griglia.